# Cahit Karakaş
Cahit Karakaş (ur. 1928 w Bartınie) – turecki polityk i inżynier, deputowany, minister, w latach 1977–1980 przewodniczący Wielkiego Zgromadzenia Narodowego Turcji.

## Życiorys
W 1952 ukończył studia na wydziale budownictwa lądowego Uniwersytetu Technicznego w Stambule. Doktoryzował się na Uniwersytecie Technicznym w Berlinie. Pracował jako inżynier w generalnej dyrekcji państwowych robót wodnych oraz w ministerstwie robót publicznych, był dyrektorem komitetu naukowego ds. budowy portów w tym resorcie. Wchodził w skład komisji specjalistycznej przy Państwowej Organizacji Planowania.
W 1965 i 1969 z ramienia Partii Sprawiedliwości oraz w 1973 i 1977 z ramienia Republikańskiej Partii Ludowej uzyskiwał mandat deputowanego do Wielkiego Zgromadzenia Narodowego Turcji. Był członkiem rządu Nihata Erima jako minister robót publicznych (od marca do listopada 1971) oraz minister transportu (od listopada do grudnia 1971). W listopadzie 1977 objął funkcję przewodniczącego zgromadzenia, którą sprawował do czasu zamachu stanu z września 1980. W latach 1983–1987 ponownie zasiadał w parlamencie. Mandat uzyskał z ramienia Halkçı Parti, w trakcie kadencji dołączył do Partii Lewicy Demokratycznej.